# Xenothallus
Xenothallus là một chi rêu trong họ Pallaviciniaceae.